# Platyjassus appendiculatus
Platyjassus appendiculatus är en insektsart som beskrevs av Evans 1959. Platyjassus appendiculatus ingår i släktet Platyjassus och familjen dvärgstritar. Inga underarter finns listade i Catalogue of Life.